# Predrag Spasić
Predrag Spasić, cirill betűkkel Предраг Спасић (Kragujevac, 1965. május 13. –) jugoszláv válogatott szerb labdarúgó, középhátvéd, olimpikon.

## Pályafutása

### Klubcsapatban
1983 és 1988 között a Radnički Kragujevac, 1988 és 1990 között a Partizan labdarúgója volt. A Partizan csapatával egy jugoszlávkupagyőzelmet ért el. 1990 és 1995 között Spanyolországban játszott. 1990–91-ben a Real Madrid, 1991 és 1994 között az Osasuna, 1994–95-ben a Marbella játékosa volt. 1995-ben hazatért és egy idényen át a Radnički Beograd labdarúgója volt. 1996–97-ben nevelőegyesületében, a Radnički Kragujevacban fejezte be az aktív labdarúgást.

### A válogatottban
1988 és 1991 között 31 alkalommal szerepelt a jugoszláv válogatottban és egy gólt szerzett. A szöuli olimpián kilencedik lett a csapattal. Részt vett az 1990-es olaszországi világbajnokságon, ahol a jugoszláv csapat Argentína ellen esett ki a negyeddöntőben egy 0–0-s mérkőzés utáni tizenegyespárbajban.

## Sikerei, díjai
Partizan
- Jugoszláv kupa
  - győztes: 1989

## Statisztika

### Klubpályafutás
| Csapat              | Ország        | Bajnokság        | Idény    | Mérk. | Gól |
| ------------------- | ------------- | ---------------- | -------- | ----- | --- |
| Radnički Kragujevac | Jugoszlávia   | Druga liga       | 1984–85  | ?     | ?   |
| Radnički Kragujevac | Jugoszlávia   | Druga liga       | 1985–86  | ?     | ?   |
| Radnički Kragujevac | Jugoszlávia   | Druga liga       | 1986–87  | 3     | 0   |
| Radnički Kragujevac | Jugoszlávia   | Druga liga       | 1987–88  | 29    | 2   |
| Partizan            | Jugoszlávia   | Prva liga        | 1988–89  | 26    | 1   |
| Partizan            | Jugoszlávia   | Prva liga        | 1989–90  | 29    | 2   |
| Real Madrid         | Spanyolország | La Liga          | 1990–91  | 22    | 0   |
| Osasuna             | Spanyolország | La Liga          | 1991–92  | 23    | 0   |
| Osasuna             | Spanyolország | La Liga          | 1992–93  | 36    | 2   |
| Osasuna             | Spanyolország | La Liga          | 1993–94  | 29    | 1   |
| Marbella            | Spanyolország | Segunda División | 1994–95  | 5     | 0   |
| Radnički Beograd    | Jugoszlávia   | Druga liga       | 1995–96  | 8     | 1   |
| Összesen            | Összesen      | Összesen         | Összesen | 210   | 9   |

### Mérkőzései a jugoszláv válogatottban
| Jugoszlávia | Jugoszlávia          | Jugoszlávia                            | Jugoszlávia             | Jugoszlávia | Jugoszlávia    | Jugoszlávia     | Jugoszlávia | Jugoszlávia |
| #           | Dátum                | Helyszín                               | Hazai                   | Eredmény    | Vendég         | Kiírás          | Gólok       | Esemény     |
| ----------- | -------------------- | -------------------------------------- | ----------------------- | ----------- | -------------- | --------------- | ----------- | ----------- |
| 1.          | 1988. augusztus 24.  | Luzern, Allmend-stadion                | Svájc                   | 0 – 2       | Jugoszlávia    | barátságos      | -           |             |
| 2.          | 1988. október 19.    | Glasgow, Hampden Park                  | Skócia                  | 1 – 1       | Jugoszlávia    | vb-selejtező    | -           | 83'         |
| 3.          | 1988. november 19.   | Belgrád, JNA Stadion                   | Jugoszlávia             | 3 – 2       | Franciaország  | vb-selejtező    | 1           | 11' 54'     |
| 4.          | 1988. december 11.   | Belgrád, Crvena zvezda Stadion         | Jugoszlávia             | 4 – 0       | Ciprus         | vb-selejtező    | -           | 46'         |
| 5.          | 1989. április 5.     | Athén, Olimpiai Stadion                | Görögország             | 1 – 4       | Jugoszlávia    | barátságos      | -           |             |
| 6.          | 1989. április 29.    | Párizs, Parc des Princes               | Franciaország           | 0 – 0       | Jugoszlávia    | vb-selejtező    | -           |             |
| 7.          | 1989. május 27.      | Brüsszel, Heysel Stadion               | Belgium                 | 1 – 0       | Jugoszlávia    | barátságos      | -           | 46'         |
| 8.          | 1989. június 14.     | Oslo, Ullevi Stadion                   | Norvégia                | 1 – 2       | Jugoszlávia    | vb-selejtező    | -           |             |
| 9.          | 1989. augusztus 23.  | Kuopio, Väinölänniemen stadion         | Finnország              | 2 – 2       | Jugoszlávia    | barátságos      | -           |             |
| 10.         | 1989. szeptember 6.  | Zágráb, Maksimir Stadion               | Jugoszlávia             | 3 – 1       | Skócia         | vb-selejtező    | -           |             |
| 11.         | 1989. szeptember 20. | Újvidék, Vojvodina Stadion             | Jugoszlávia             | 3 – 0       | Görögország    | barátságos      | -           | 62'         |
| 12.         | 1989. október 11.    | Szarajevó, Koševo Stadion              | Jugoszlávia             | 1 – 0       | Norvégia       | vb-selejtező    | -           |             |
| 13.         | 1989. október 28.    | Athén, Olimpiai Stadion (GRE)          | Ciprus                  | 1 – 2       | Jugoszlávia    | vb-selejtező    | -           |             |
| 14.         | 1989. november 14.   | João Pessoa, Almeidão                  | Brazília                | 0 – 0       | Jugoszlávia    | barátságos      | -           |             |
| 15.         | 1989. december 13.   | London, Wembley Stadion                | Anglia                  | 2 – 1       | Jugoszlávia    | barátságos      | -           | 83'         |
| 16.         | 1990. március 28.    | Łódź, Widzew Stadion                   | Lengyelország           | 0 – 0       | Jugoszlávia    | barátságos      | -           |             |
| 17.         | 1990. május 26.      | Ljubljana, Bežigrad Stadion            | Jugoszlávia             | 0 – 1       | Spanyolország  | barátságos      | -           | 68'         |
| 18.         | 1990. június 3.      | Zágráb, Maksimir Stadion               | Jugoszlávia             | 0 – 2       | Hollandia      | barátságos      | -           |             |
| 19.         | 1990. június 10.     | Milánó, San Siro (ITA)                 | NSZK                    | 4 – 1       | Jugoszlávia    | vb-csoportkör   | -           |             |
| 20.         | 1990. június 14.     | Bologna, Renato Dall’Ara Stadion (ITA) | Kolumbia                | 0 – 1       | Jugoszlávia    | vb-csoportkör   | -           |             |
| 21.         | 1990. június 14.     | Bologna, Renato Dall’Ara Stadion (ITA) | Egyesült Arab Emírségek | 1 – 4       | Jugoszlávia    | vb-csoportkör   | -           |             |
| 22.         | 1990. június 26.     | Verona, Bentegodi Stadion (ITA)        | Spanyolország           | 1 – 2       | Jugoszlávia    | vb-nyolcaddöntő | -           |             |
| 23.         | 1990. június 30.     | Firenze, Stadio Comunale (ITA)         | Argentína               | 0 – 0       | Jugoszlávia    | vb-negyeddöntő  | -           |             |
| 24.         | 1990. szeptember 12. | Belfast, Windsor Park                  | Észak-Írország          | 0 – 2       | Jugoszlávia    | Eb-selejtező    | -           |             |
| 25.         | 1990. október 31.    | Belgrád, Crvena zvezda Stadion         | Jugoszlávia             | 4 – 1       | Ausztria       | Eb-selejtező    | -           |             |
| 26.         | 1990. november 14.   | Koppenhága, Idrætsparken Stadion       | Dánia                   | 0 – 2       | Jugoszlávia    | Eb-selejtező    | -           |             |
| 27.         | 1991. február 27.    | İzmir, İzmir Atatürk Stadion           | Törökország             | 1 – 1       | Jugoszlávia    | barátságos      | -           |             |
| 28.         | 1991. március 27.    | Belgrád, Crvena zvezda Stadion         | Jugoszlávia             | 4 – 1       | Észak-Írország | Eb-selejtező    | -           |             |
| 29.         | 1991. május 1.       | Belgrád, Crvena zvezda Stadion         | Jugoszlávia             | 1 – 2       | Dánia          | Eb-selejtező    | -           |             |
| 30.         | 1991. május 16.      | Belgrád, Crvena zvezda Stadion         | Jugoszlávia             | 7 – 0       | Feröer         | Eb-selejtező    | -           |             |
| 31.         | 1991. október 16.    | Landskrona, Landskrona IP (SWE)        | Feröer                  | 0 – 2       | Jugoszlávia    | Eb-selejtező    | -           |             |
|             | Összesen             |                                        |                         | 31          | mérkőzés       |                 | 1           | gól         |